# Butler (Missouri)
Butler è una città degli Stati Uniti d'America, capoluogo della Contea di Bates nello Stato del Missouri.
Si estende su un territorio di 10 km² e nel 2000 contava 4.209 abitanti.